# Gļebs Kļuškins
Gļebs Kļuškins (Riga, 1 de octubre de 1992) es un futbolista letón que juega en la demarcación de centrocampista para el FK Grobiņa de la Virslīga.

## Selección nacional
Tras jugar con la selección de fútbol sub-21 de Letonia, finalmente debutó con la selección absoluta el 24 de mayo de 2013. Lo hizo en un partido amistoso contra Catar que finalizó con un resultado de 3-1 a favor del combinado catarí tras los goles de Ibrahim Majid, Magid Mohamed y Jaralla Al-Marri para Catar, y de Jurijs Žigajevs para Letonia.

### Goles internacionales
| # | Fecha                   | Estadio                                          | Oponente | Gol | Resultado | Competición |
| - | ----------------------- | ------------------------------------------------ | -------- | --- | --------- | ----------- |
| 1 | 13 de noviembre de 2017 | Estadio Olímpico Adem Jashari, Mitrovica, Kosovo | Kosovo   | 0-1 | 4-3       | Amistoso    |

## Clubes
| Club                           | País     | Año       | Partidos | Goles |
| ------------------------------ | -------- | --------- | -------- | ----- |
| FK Daugava                     | Letonia  | 2009      | 3        | 0     |
| FK RFS                         | Letonia  | 2010-2012 | 11       | 3     |
| FK Daugava                     | Letonia  | 2012-2014 | 51       | 6     |
| FK Jelgava                     | Letonia  | 2015-2017 | 79       | 19    |
| FK RFS                         | Letonia  | 2018-2020 | 46       | 6     |
| FK Sūduva                      | Lituania | 2020      | 18       | 0     |
| FS METTA/Latvijas Universitāte | Letonia  | 2021-2022 | 18       | 3     |
| FK Liepāja                     | Letonia  | 2022-2023 | 26       | 4     |
| FK Jelgava                     | Letonia  | 2024      | 31       | 2     |
| FK Grobiņa                     | Letonia  | 2025-     |          |       |

## Palmarés

### Campeonatos nacionales
| Título          | Club       | País    | Año  |
| --------------- | ---------- | ------- | ---- |
| Copa de Letonia | FK Jelgava | Letonia | 2015 |
| Copa de Letonia | FK Jelgava | Letonia | 2016 |
| Copa de Letonia | FK RFS     | Letonia | 2019 |

### Campeonatos internacionales
| Título       | Club                 | País    | Año  |
| ------------ | -------------------- | ------- | ---- |
| Copa Báltica | Selección de Letonia | Letonia | 2018 |